# Neuilly-en-Dun
Neuilly-en-Dun település Franciaországban, Cher megyében. Lakosainak száma 225 fő (2022. január 1.). Neuilly-en-Dun Augy-sur-Aubois, Bannegon, Bessais-le-Fromental, Chaumont, Givardon és Saint-Aignan-des-Noyers községekkel határos.

## Népesség
A település népessége az elmúlt években az alábbi módon változott:
| Lakosok száma | 397  | 338  | 277  | 296  | 252  | 241  | 224  | 219  | 216  | 225  |
|               | 1968 | 1982 | 1990 | 2006 | 2013 | 2015 | 2017 | 2019 | 2020 | 2022 |